# Blood Red Shoes
Blood Red Shoes — англійський дует з Брайтона, у складі Лори-Марі Картер і Стівена Анселла, що виконує музику в стилі альтернативного року. Музиканти видали шість повноформатних альбомів. 2014 року вони заснували власний лейбл Jazz Life.

## Дискографія
Альбоми
- 2008 — Box of Secrets
- 2010 — Fire like This
- 2012 — In Time to Voices
- 2014 — Blood Red Shoes
- 2019 — Get Tragic
- 2022 — Ghosts on Tape